# Merrillan
Merrillan est un village du comté de Jackson, dans l'État du Wisconsin, aux États-Unis. En 2020, il comptait une population de 562 habitants.